# Liste der Kulturdenkmäler in Kinzenburg
In der Liste der Kulturdenkmäler in Kinzenburg sind alle Kulturdenkmäler der rheinland-pfälzischen Ortsgemeinde Kinzenburg aufgeführt. Grundlage ist die Denkmalliste des Landes Rheinland-Pfalz (Stand: 27. Juni 2022).

## Einzeldenkmäler
| Bezeichnung | Lage                             | Baujahr | Beschreibung                                                                      | Bild |
| ----------- | -------------------------------- | ------- | --------------------------------------------------------------------------------- | ---- |
| Wegekreuz   | Dorfstraße, gegenüber Nr. 4 Lage | 1778    | barockes reliefiertes Schaftkreuz, sogenannter Sefferner Typ, bezeichnet 1778 (?) | BW   |